# Odacanthini
Tribu
Synonymes
- Casnoniae LeConte, 1851
- Colliyrini Bedel, 1910
- Lasiocerini Jeannel, 1948
- Odacanthidae Laporte, 1834
- Odacanthina Laporte de Castelnau, 1834

Les Odacanthini sont une tribu de coléoptères de la famille des Carabidae, de la sous-famille des Harpalinae et de la super-tribu des Lebiitae.

## Genres
Anasis - 
Andrewesia - 
Arame - 
Archicolliuris - 
Asios - 
Aulacolius - 
Basistichus - 
Clarencia - 
Colliuris - 
Cosnania - 
Crassacantha - 
Cryptocolliuris - 
Deipyrodes - 
Dicraspeda - 
Dobodura - 
Erectocolliuris - 
Eucolliuris - 
Eudalia - 
Gestroania - 
Giachinoana - 
Lachnothorax - 
Lasiocera - 
Mimocolliuris - 
Myrmecodemus - 
Neoeudalia - 
Odacantha - 
Polydamasium - 
Porocara - 
Protocolliuris - 
Renneria - 
Smeringocera - 
Stenidia - 
Tricharnhemia